# 丹麥的伊莎貝拉公主
伊莎貝拉·亨里埃塔·英格丽德·玛格丽特（Isabella Henrietta Ingrid Margrethe，2007年4月21日—）是丹麦國王佛瑞德里克十世和瑪麗王后的長女，丹麦王室自1946年起首位誕生的公主，為丹麥第二位的王位繼承人。有长兄克里斯蒂安王儲，和龙凤胎弟妹文森特王子和约瑟芬公主共三人。